# ホセ・フェルナンド・カストロ
ホセ・フェルナンド・カストロ・カイセド（スペイン語: José Fernando Castro Caycedo、1951年4月22日 - 2008年5月7日）は、コロンビアの政治家。
Cambio radical党の一員。

## 経歴
1951年4月22日に生まれた。
カストロ・カイセドは、著名なジャーナリストで作家のジェルマン・カイセドの弟で、結婚し、4人の子供を持ち、生涯に3人の孫を持った。
ラ・グランコロンビア大学で法学と政治学を学ぶ。オンブズマン、ルイス・カルロス・ガラン大統領選挙キャンペーン国際コーディネーター、コロンビア家族福祉研究所理事、プロソーシャル社理事を歴任した。また、陸軍予備役の大尉でもあった。2006年からはボゴタ州選出の下院議員を務めた。
2008年5月7日、ボゴタにて下院第6委員会の会議中に脳卒中（脳出血という情報もある）で死去した。